# Masrur-Tempel

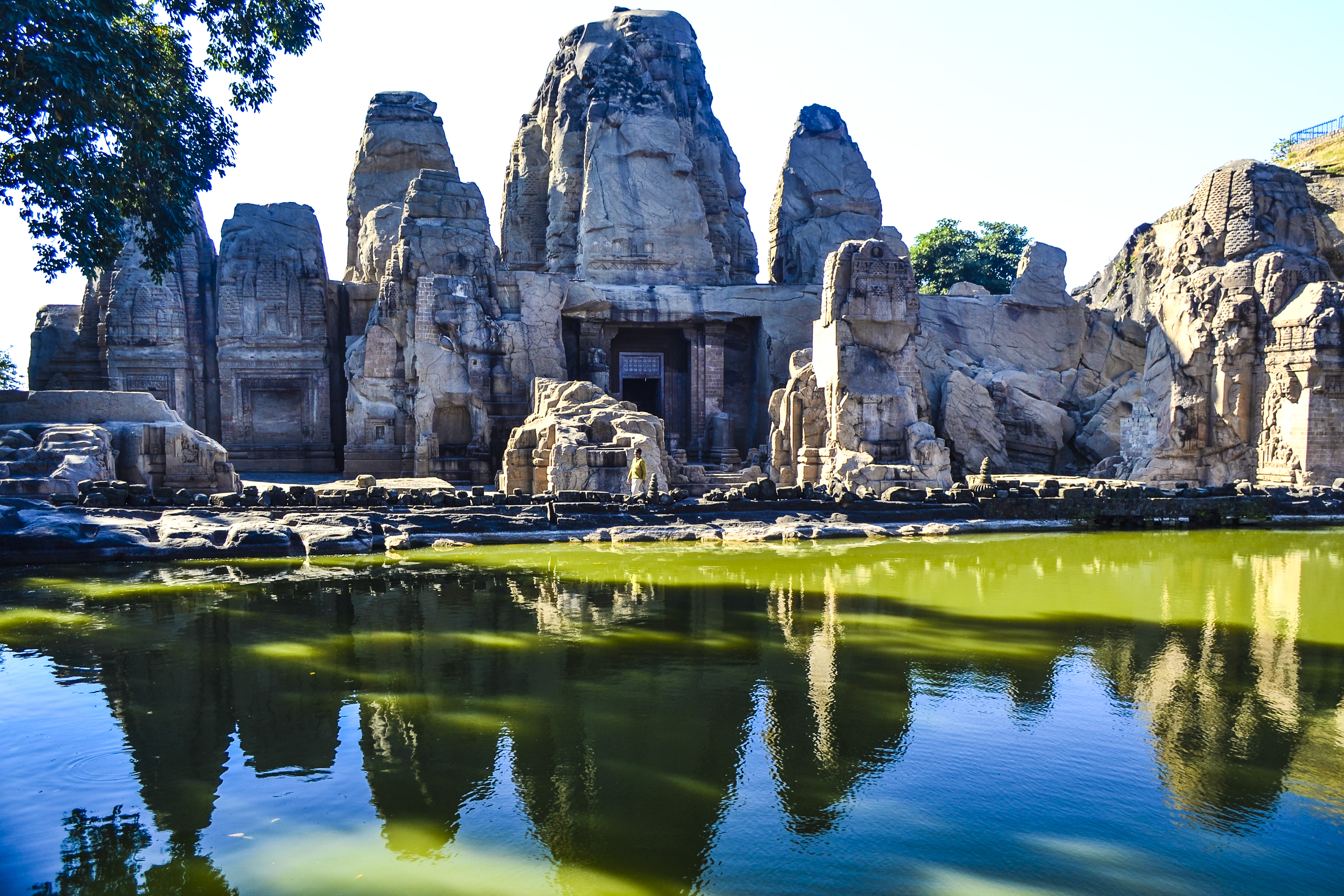
Felsentempel von Masrur

Die Felsentempel von Masrur (auch Masroor-Tempel) sind eine annähernd symmetrisch angelegte Gruppe von mehreren, aus dem zerklüfteten Felsgestein herausgehauenen, hinduistischen Tempeln des 8. Jahrhunderts im nordindischen Bundesstaat Himachal Pradesh.

## Lage
Die Masrur-Tempel liegen abseits eines jeden Dorfes oder einer Stadt auf einem Hügel im Gebiet des Oberlaufs des Flusses Beas etwa 35 km (Fahrtstrecke) westlich der Distriktshauptstadt Kangra in einer Höhe von ca. 735 m. Die in den 1970er Jahren fertiggestellte Pong-Talsperre (auch Maharana Pratap Sagar) ist nur ca. 6 km entfernt.

## Geschichte
Die meisten Forscher datieren den Bau des in Teilen unvollendeten und wahrscheinlich auch durch Naturkräfte wie Erdbeben und Erosion in Mitleidenschaft gezogenen Tempelkomplexes in die erste Hälfte des 8. Jahrhunderts. Ob er vor der Ankunft des Islam im 11. Jahrhundert noch in Nutzung stand, ist unklar; auf jeden Fall geriet er in der Folgezeit in Vergessenheit und wurde erst im Jahr 1913 durch Henry Shuttleworth, einen Mitarbeiter des Archaeological Survey of India, für die archäologische Forschung und die Weltöffentlichkeit wiederentdeckt.

## Architektur und Bauzier
Die Tempel sind im nordindischen Nagara-Stil gestaltet, dessen wesentliches Merkmal hohe Shikhara-Türme über der Cella sind. Während diese üblicherweise in Kragsteintechnik gefertigt sind, sind sie im vorliegenden Fall aus dem Stein heraus gehauen. Der zentrale Haupttempel besteht aus einer unvollendeten, annähernd quadratischen Vorhalle (mandapa) mit geplanten vier Eingängen und einer leicht erhöht liegenden, deutlich kleineren, aber ebenfalls quadratischen Cella (garbhagriha) mit einem viergesichtigen Shiva-Lingam.

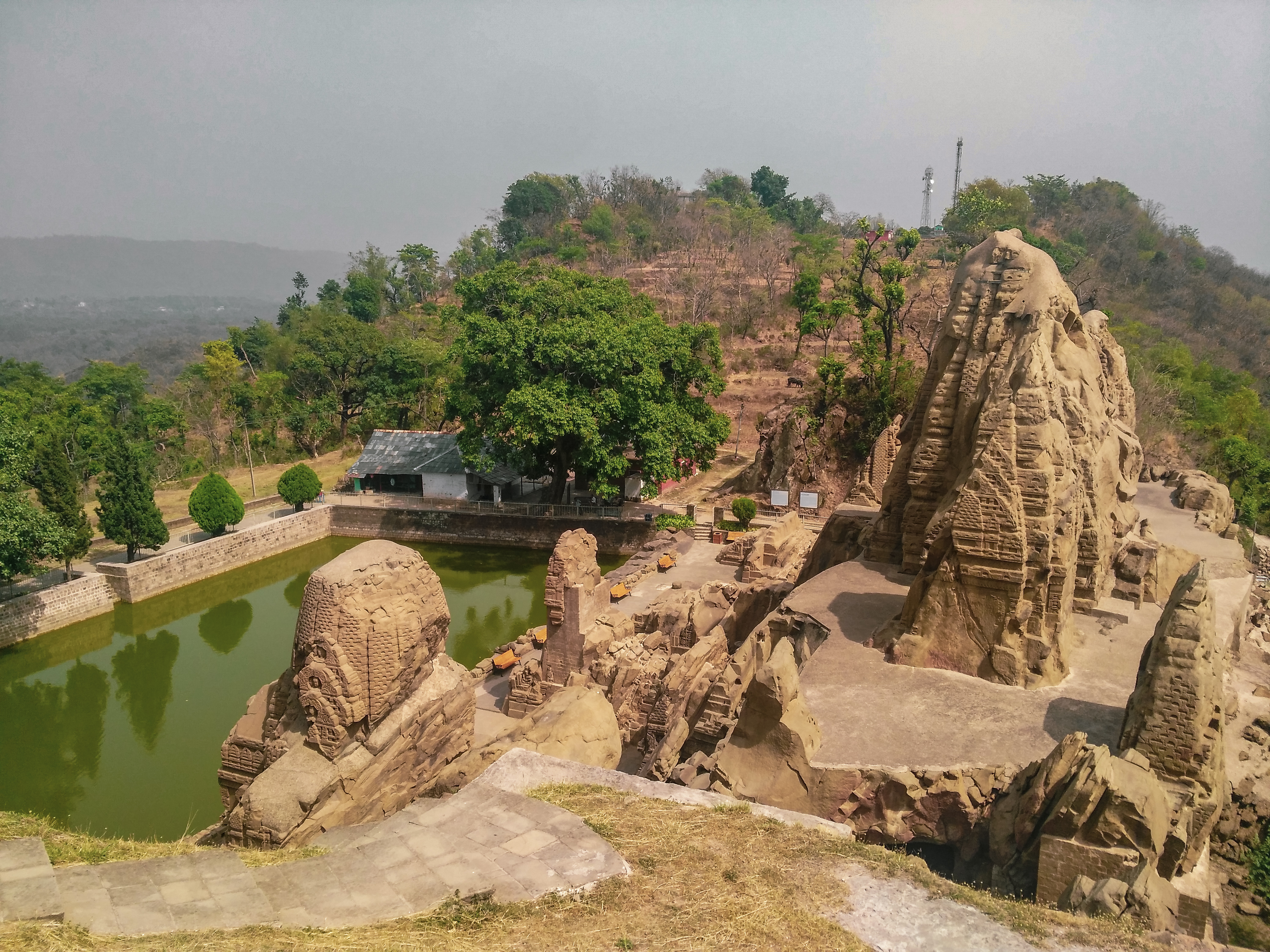
Masrur-Tempel von oben
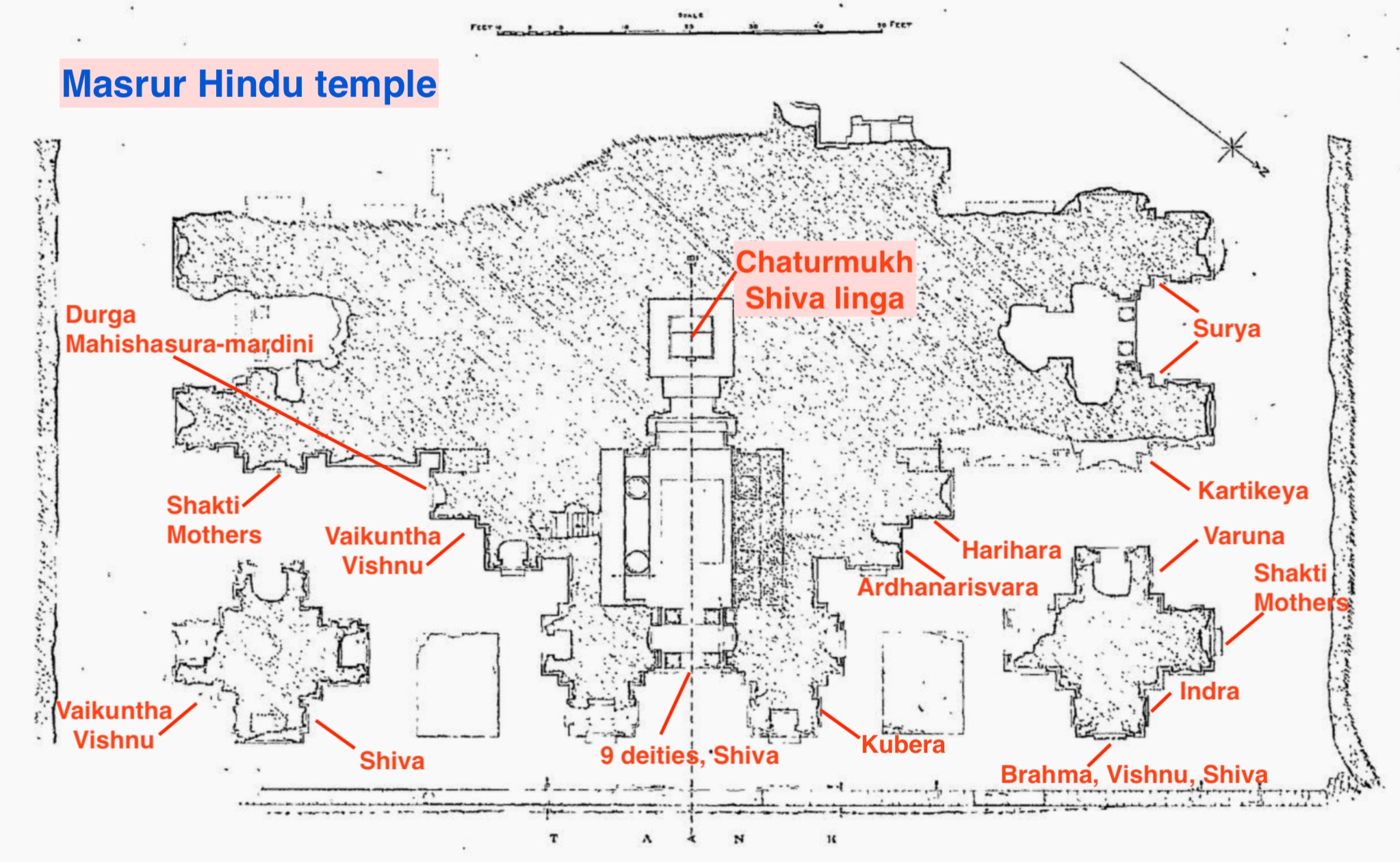
Grundriss der Gesamtanlage
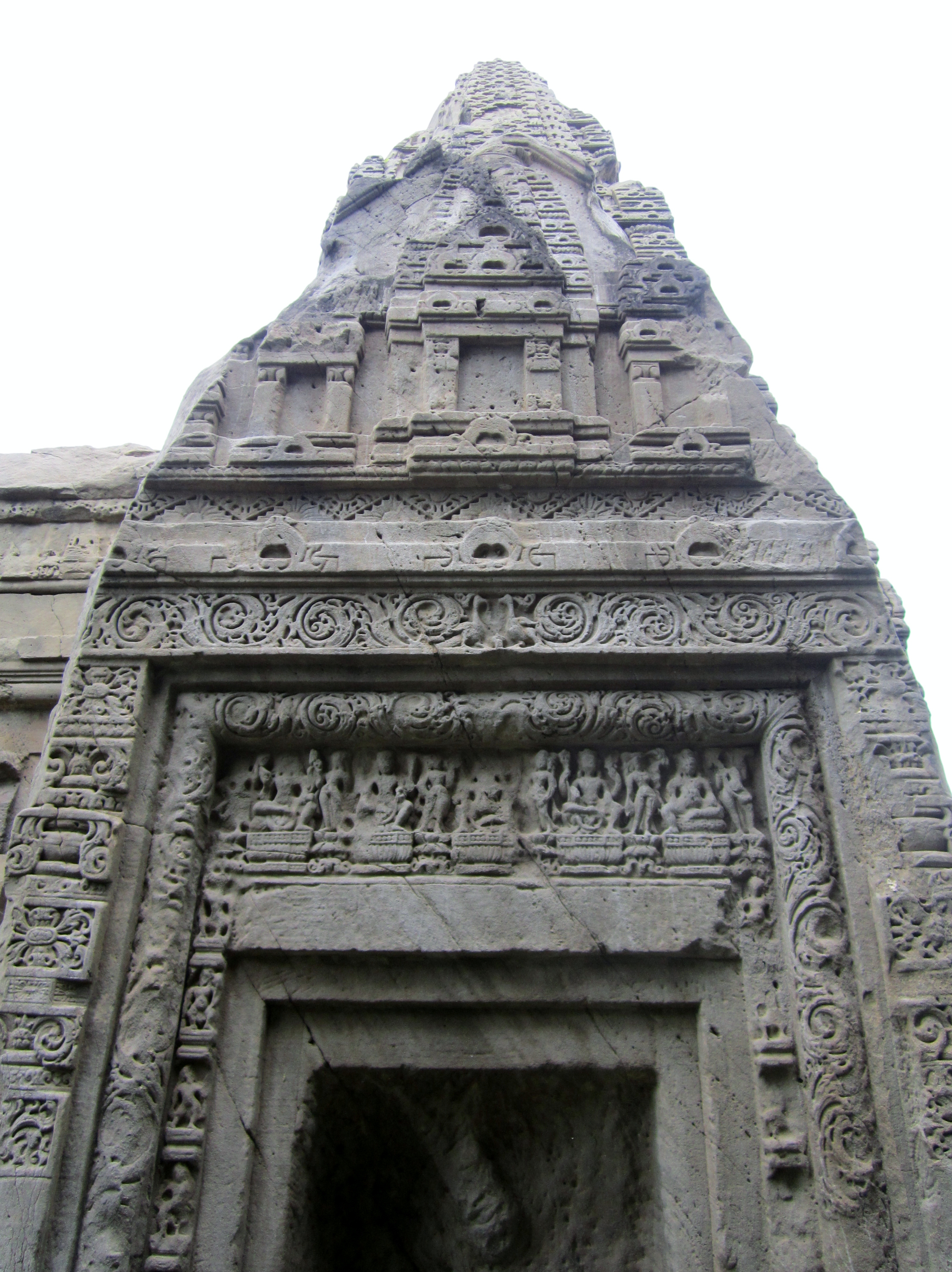
Portal und Shikhara-Turm an einem Nebentempel

Zahlreiche Figuren aus dem shivaitischen Götterkreis zieren die Außenwände; nur wenige Figuren gehören dem vishnuitischen Kreis an. Sie befinden sich allesamt in einem schlechten Erhaltungszustand. Lediglich das mehrfach zurückgestufte, figurengeschmückte und mit vegetabilischen Ornamenten verzierte Portalgewände eines im Innern unvollendeten Nebentempels lässt die handwerklichen Fähigkeiten der Steinmetze der damaligen Zeit erahnen.